# ستيف سامبسون
ستيف سامبسون (بالإنجليزية: Steve Sampson)‏ (مواليد 19 يناير 1957) هو لاعب كرة قدم. يلعب مع منتخب الولايات المتحدة الأمريكية لكرة القدم. سبق له أن لعب في كأس العالم لكرة القدم مع منتخب بلاده.